# NGC 5118
NGC 5118 est une galaxie spirale barrée située dans la constellation de la Vierge. Sa vitesse par rapport au fond diffus cosmologique est de 7 248 ± 21 km/s, ce qui correspond à une distance de Hubble de 106,9 ± 7,5 Mpc (∼349 millions d'al). NGC 5118 a été découverte par l'astronome germano-britannique William Herschel en 1793. Cette galaxie a aussi été observée par l'astronome américain Lewis Swift le 22 mai 1897 et elle a été inscrite à l'Index Catalogue sous la cote IC 4236.
On ne s'entend pas sur la classification de NGC 5118. Pour la base de données NASA/IPAC, il s'agit d'une spirale ordinaire et pour HyperLeda c'est une spirale intermédiaire. Une barre au centre de la galaxie semble présente sur l'image obtenue du relevé SDSS. La classification de spirale barrée par le professeur Seligman et par Wolfgang Steinicke semble mieux convenir à cette galaxie.
La classe de luminosité de NGC 5118 est III-IV et elle présente une large raie HI. Selon la base de données Simbad, NGC 5118 est une radiogalaxie.